# Бердянські жниварки
Бердянські жниварки — українське підприємство з виготовлення сільськогосподарської техніки для збирання врожаю зернових та зернобобових культур, а саме жниварок валкових навісних і причепних. Станом на 2017 рік виготовляв 7 базових моделей зернових жниварок, платформу підбірник, пристосування для збирання соняшника і їх модифікації. Один з найбільших виробників і постачальників валкових жниварок в Україні й країнах СНД.

## Історія
Історія заводу тісно пов'язана з історією купців-негоциантів. У XIX столітті всі іноземні консули займалися комерцією, володіли підприємствами й торговельними фірмами. Ім'я віце-консула Великої Британії Джона Грівза було тісно пов'язане з заводом сільськогосподарської техніки. У 1876 році повірений англійської фірми «Клейтон», який володів торговельними складами сільськогосподарських машин і знарядь, Джон Грівз викупив у неї майстерні, які стали основою майбутнього заводу. Незабаром після цього, завод Джона Грівза став одним з найбільших виробників сільськогосподарських машин не тільки в Бердянську й Російській імперії, а й в усій Європі. Завод Джона Грівза виготовляв плуги, сівалки, сінокосарки, жниварки-лобогрійки.

### Радянський період
Після націоналізації у 1920-х роках завод Грівза було перейменовано на «Першотравневий завод сільськогосподарських машин», але при цьому не було змінено його спрямованості й він став єдиним заводом-виробником жниварок для роздільного збору в СРСР.
До 1930-х років майже було завершено колективізацію, створено великі колгоспи й радхози. На радянських підприємствах розпочалося виготовлення тракторів. Протягом першої п'ятирічки завод опанував виготовлення мотик «Українка», пружинних борон, ротаційних мотик. Розпочалося виготовлення запасних частин для сільськогосподарських машин.
До кінця першої п'ятирічки виготовлення продукції в три рази перевищило рівень 1917 року. Другу п'ятирічку робітники виконали за чотири роки.
Під час Другої світової війни завод було евакуйовано до міста Фрунзе, де його було перепрофільовано на виготовлення авіаційних бомб, мін, снарядів й іншої військової продукції.
17 вересня 1943 року радянські війська зайняли Бердянськ і вже від 23 вересня практично зруйнований завод почали відновлювати. До кінця 1944 року він вже працював й виготовляв продукцію для села.
У 1950-х роках в сільському господарстві рзпочалося широке застосування комбайнів. Конструкторами за короткий проміжок часу було розроблено лафетну жниварку ЖР-4,9, агреговану з трактором. Невдовзі розроблені й запущені у виробництво жниварки ЖРБ-4,9 і ЖРС-4,9. Остання вже була швидкісною машиною й косила зернові зі швидкістю 16 км/год. На міжнародній виставці сільськогосподарських машин в Будапешті ця жниварка була нагороджена срібною медаллю.
З жовтня 1967 року розпочато виготовлення жниварки ЖВН-6 з ремінно-планчатим транспортером. З 1974 року жниварка стала виготовлятися з особистим державним знаком якості. На четвертому році дев'ятої п'ятирічки завод повинен був виготовити 56 тисяч жниварок, а виготовив їх 70 тисяч штук.
У 1970 році було прийнато рішення відкрити верхній майданчик «Першотравневого» заводу. Головною метою будівництва, в яке на той час вклали третину бюджету республіки, було посилення виробничої складової заводу.
У 1975 році за дострокове виконання завдання дев'ятої п'ятирічки Указом Президії Верховної Ради СРСР завод було нагороджено орденом Трудового Червоного Прапора. У тому ж році на базі заводу наказом Міністерства тракторного й сільськогосподарського машинобудування було організовано виробниче об'єднання по жниваркам.
14 травня 1976 року «Першотравневому» заводу виповнилося 100 років. За п'ятирічку завод виготовив 344 тисячі 100 жниварок.
У 1980 році, після інтенсивних випробувань була поставлена на конвеєр нова валкова жниварка ЖВН-6А. Перед колективом заводу в 1981 році було поставлене завдання виготовити 38 тисяч 500 жниварок нової конструкції, які дозволяли 17 % знизити втрати зерна під час збору врожаю.
Протягом 10-ї п'ятирічки колектив заводу рік за роком достроково виконував урядове завдання, хоча впровадження нових технологій йшло важко. Перехід на напівавтоматичні зварювальні апарати від дугової ручної зварки гальмувався робітниками, які звикли до старих виробничих процесів.
Довгі роки завод був одним з найбільших підприємств міста. У нього були власні училище, гуртожитки, база відпочинку, потужна профспілка.

### У Незалежній Україні
Після розпаду СРСР й економічної кризи Першотравневий ще півтора десятки років малими серіями виготовляв техніку й запчастини для країн СНД й України.
Зміни, які відбулися на межі 1980—1990-х років визначили нові виробничо-економічні умови для всіх підприємств, а особливо важкими наслідки цього були для підприємств-виробників і Першотравневий завод сільгоспмашин не став винятком.
З безповоротною втратою статусу монополіста підприємство було змушене пристосовуватися до умов ринку й конкуренції.
З 2000 року підприємство «Бердянські жниварки» поступово відновлювало позиції на ринку сільськогосподарської техніки. У 2011 році відбулася зміна власника, було сформовано нову команду, а підприємство очолив Будянський Олег Васильович.
Завод довелося відбудовувати майже з нуля. Станом на 2011 рік завод не виготовляв нічого окрім простих пристроїв для збору соняшника. Було розпочато виробництво технологічних жниварок: для кукурудзи, соняшника, від 2015 року розпочато виробництво жниварок для збору сої.
Інженерно-технічні працівники заводу регулярно вдосконалюють вже існуючі моделі агрегатів і створюють нові. Таким чином на підприємстві було розроблено машину для пересадки великогабаритних дерев. Агрегат дозволяє виймати з землі дорослі дерева разом з ґрунтом. Після цього їх можна без шкоди пересадити в будь-якому місці.
У 2011 році на підприємстві виготовлялося 11 моделей і 34 їх модифікації, У 2015 році виготовлялося вже 35 моделей і 211 їх модифікацій.
Збільшено обсяги виробленої продукції: У 2011 році було виготовлено 815 одиниць техніки, а в 2015 вже 2121 одиниця. Велика увага приділяється якості продукції, на відміну від радянського періоду, коли основним був кількісний показник, а на якість не звертали уваги.
Станом на 2015 рік продукція заводу поставлялася на ринки України, Росії, Казахстану, Литви, Молдови, Грузії, Болгарії, Монголії, Судану. У 2015 році планувалося відкриття нових цехів.
З 2022 року підприємство перебуває під тимчасовою окупацією російськими загарбниками. Після окупації Бердянська російські військові перетворили цехи заводу на велику ремонтну базу та склад зберігання техніки, зброї та розміщення особового складу. 3 серпня 2025 року, ввечері, пролунав вибух на електропідстанції, що забезпечує електроенергією промислові потужності колишнього підприємства «Бердянські жниварки». Внаслідок події ремонтна база російських окупантів повністю залишилась без електропостачання.

## Продукція
- Навісні валкові жниварки;
- причепні валкові жниварки;
- зернозбиральні комбайни;
- косарки-плющівки;
- підбірні платформи;
- тракторні причепи (універсальні).
- пристрої для збору соняшника

### Модельний ряд
Жниварки ЖВП-4, 9; ЖЗБ-4, 2; ЖВН-6Б; ЖБВ-4, 2, запасні частини до усіх видів продукції, яка виготовляється.